# えき☆スタ1
えき☆スタ1（えきすたワン）は、北海道文化放送（UHB）で放送されていた情報番組。

## 概要
前番組「土曜えき☆スタUP」と同じくJR札幌駅直結のショッピングモール「札幌ステラプレイス」1階にあるUHB・AIR-G'共同のオープンサテライトスタジオ「えき☆スタ」から生放送されるが、放送時間が1時間繰り下がった。TEAM-NACSのリーダー・森崎博之のキャラクターを最大限に生かし、北海道内で起こっているさまざまなニュースや話題を深く掘り下げていく。出演者の背面には森崎の似顔絵を立体的にしたセットが組まれ、前番組までとは机の配置を変えてリニューアル色を強めている。前番組まで存在したスポーツコーナーは廃止された。
札幌ステラプレイス内の店舗を紹介するコーナーは存続されたが、生中継ではなく遠藤麗奈アナが事前に取材したVTRを流す形になった。

## 放送期間
2005年10月15日～2006年9月30日

## 放送時間
- 土曜 13:00 - 13:55

## 出演者
- 森崎博之（TEAM-NACS）
- 遠藤麗奈（北海道文化放送アナウンサー）
- 宮崎奈緒美
- 飯野智行
- 谷津真紀子
- 五ノ井ひかり